# Пшеничний Валерій Григорович
Валерій Григорович Пшеничний (нар. 3 березня 1951 року) — радянський і український суддя, кандидат юридичних наук, колишній суддя Конституційного суду України, у 2007 виконував обов'язки голови Конституційного суду, професор, колишній очільник Адміністративного відділу Кабінету Міністрів України, проректор Академії СБУ.

## Біографія
Народився 3 березня 1951 року в селі Таврійське Нікопольського району Дніпропетровської області.
У 1968—1970 роках працював електрослюсарем на Нікопольському заводі будівельних машин[джерело?].
У 1970—1972 роках проходив строкову військову службу в Далекосхідному військовому окрузі[джерело?].
У 1976 році закінчив Харківський юридичний інститут, був обраний народним суддею Печерського районного суду м. Києва.
У 1981—1982 роках був інструктором по роботі правоохоронних органів Печерського райкому КПУ м. Києва. Від 1982 року — референт, провідний спеціаліст, головний спеціаліст Кабінету Міністрів України, з  1991 — по 1997 рік — заступник завідуючого, завівдуючий відділом по роботі правоохоронних органів та боротьби зі злочинністю Кабінету Міністрів України.
З 1997 року— завідувач відділу, заступник, перший заступник керівника Секретаріату Конституційного Суду України.
У січні 2003 року за квотою Президента України призначений суддею Конституційного Суду України, у 2006 році був обраний Заступником Голови Конституційного Суду України.
У 2005 році захистив кандидатську дисертацію на тему: «Запобігання поширенню наркотизму в Україні (кримінологічна та кримінально-правова характеристика)». Доцент (20 січня 2011)[джерело?].
У 2007 році тимчасово очолював Конституційний суд України.
Пшеничний був звільнений 30 квітня 2007 року чинним президентом Віктором Ющенком через порушення присяги. Згодом указ Президента був скасований Кіровським районним судом Донецька. 14 червня 2007 року Пшеничний знову був звільнений Президентом Ющенком. Пшеничний припинив повноваження судді Конституційного Суду України з 11 вересня 2007 року.
У 2007—2012 роках — проректор Національної академії Служби безпеки України.
Генерал-майор міліції. Ліквідатор аварії на Чорнобильській АЕС.

### Критика
В березні 2007 року у власності дружини Валерія Пшеничного з'явилася квартира, ринковою вартістю більше 1 мільйона гривень. Народний депутат Григорій Омельченко повідомив, що квартира це можлива подяка за винесення «правильного» рішення у справі щодо конституційності указу президента Віктора Ющенка про розпуск Верховної Ради.

## Нагороди
- орден «За заслуги» ІІІ ступеня (10 жовтня 2006) — за вагомий особистий внесок в утвердження конституційної юрисдикції в Україні, багаторічну сумлінну працю, високий професіоналізм та з нагоди 10-річчя Конституційного Суду України[10];
- Почесна грамота Кабінету Міністрів України (2 березня 2004) — за вагомий особистий внесок у становлення конституційної юрисдикції та забезпечення захисту прав і свобод громадян[11];
- Почесна грамота Верховної Ради України (14 грудня 2005)[джерело?]
- Почесна грамота Кабінету Міністрів України (3 березня 2007) — за вагомий особистий внесок у розбудову незалежної правової держави, забезпечення конституційних прав і свобод громадян, багаторічну сумлінну працю та високий професіоналізм[джерело?].
- заслужений юрист України (2 березня 2001)[джерело?]